# Miraflores, California
Miraflores là một thị trấn ma tại Quận Cam, tiểu bang California, thuộc Hoa Kỳ.

## Lịch sử
Miraflores là tên gọi bắt nguồn từ tiếng Tây Ban Nha, nghĩa là "thấy những bông hoa".